# میرا بریونینا
میرا بریونینا (روسی: Мира Васильевна Брюнина؛ زادهٔ ۱۶ سپتامبر ۱۹۵۱) قایقران روئینگ اهل روسیه است.